# Дракончик великий
Дракончик великий (морський дракончик, морський скорпіон, змійка) (Trachinus draco) — бентична риба з подовженим тілом.

## Опис

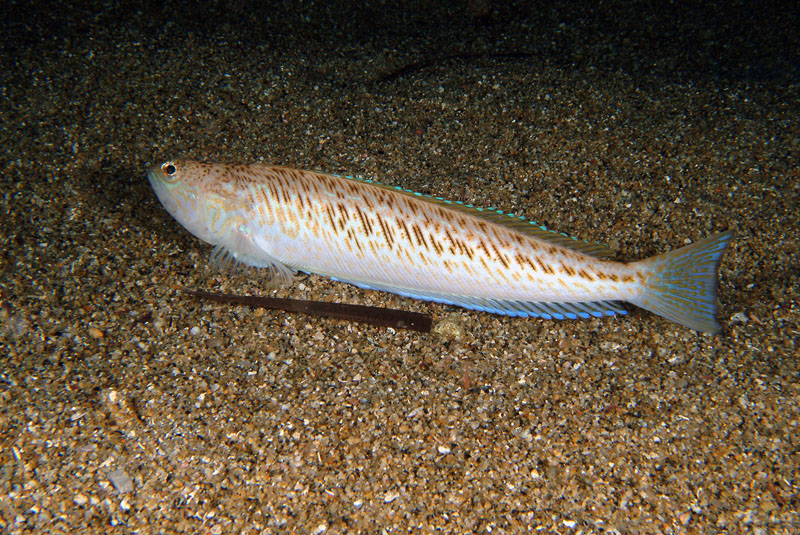
Морський дракончик із узбережжя Італії

Тіло завдовжки не більш 30 см. Нижня щелепа довша за верхню, рот із дрібними конічними зубами спрямований косо нагору. Очі на верхній стороні голови. У цих риб два спинних плавці: перший, короткий, з 5-7 шипів, другий спинний й анальний довгий. Черевні плавці розташовані на горлі. Луска дуже дрібна, циклоїдна, розташована косими рядами. Живиться дрібною рибою, червами й ракоподібними.

## Особливості біології
Морські дракончики живуть переважно в мілководних затоках і бухтах з піщаним або мулистим дном. Вони досить активні, але звичайно зариваються в м'який ґрунт так, що видно тільки верхню частину голови, рот, очі й шипи спинного плавця.

## Охорона
На більшій частині ареалу стан природних популяцій виду залишається більш-менш стабільним. Саме тому він, згідно з Червоним списком МСОП, отримав охоронний статус «відносно благополучний вид». Але в окремих регіонах спостерігається тенденція до зниження чисельності популяції виду. Тому дракончик великий занесений до Червоної книги Чорного моря (охоронна категорія: вид перебуває в небезпечному стані в українському секторі Чорного моря).

## Практичне значення

### Отрута риби
Морський дракончик є найотруйнішою чорноморською рибою. Отруйні колючі шипи першого спинного плавця і зябрової кришки. Отрута уражає кров'яні тільця і нервову систему. В особливо тяжких випадках з'являється гарячка, послаблення дихання, параліч кінцівок, порушення мови, а також може настати смерть. У випадках уколу морським дракончиком звернення до лікаря обов'язкове. При наданні першої медичної допомоги необхідно промити рану спиртом, теплою водою або розчином марганцевокислого калію і витягнути з рани залишки шпильок.